# 합천 이씨
합천 이씨(陜川 李氏)는 경상남도 합천군을 본관으로 하는 한국의 성씨이다. 시조 이개(李開)는 신라 말 고려 초 인물로 합천호장(陜川戶長)을 지냈다고 한다.

## 역사
합천 이씨(陜川 李氏)의 시조는 이개(李開)다.
이개(李開)는 이알평(李謁平)의 39세손으로 강양군(江陽君)에 봉군되고 고려가 건국되자 태조의 제안을 받아들여 합천호장(陜川戶長)을 지냈다. 강양은 합천(陜川)의 옛 이름이다. 조선 태종 때 강양(江陽)이 합천으로 개칭되어 뒤에 본관을 합천으로 삼았다.
《문충공사적기(文忠公事蹟記)》에는 그가 문창후(文昌侯) 최치원(崔致遠)의 문인으로 유학과 문학의 진흥에 힘썼으며,  박경엽(朴敬燁)의 난을 토평한 공으로 강양군에 봉해졌으며, 고려가 건국되자 불사이군(不事二君)의 절의(節義)를 지켜 태조의 부름을 거역하여 가수현장(嘉樹縣長)으로 강등되었다가 뒤에 합천호장(陜川戶長)을 지내게 되었다고 한다. 그곳에서 죽은 것을 연유로 후손들이 그를 시조로 하여 합천을 관향으로 삼아 계대하고 있다.

## 본관
합천(陜川)은 경상남도 북서부에 위치한 군으로 본래 신라의 대야주(대량주)인데, 경덕왕이 강양으로 고치고, 고려 현종때에 왕비 이씨의 고향이라 하여 합주군(陜州郡)으로 승격되었고, 조선 태종때 합천으로 고쳤다.

## 분파
15개 파로 대별되는데, 교리공파(校理公派)ㆍ목사공파(牧使公派)ㆍ병사공파(兵使公派)ㆍ부사공파(府使公派)ㆍ사간공파(司諫公派)ㆍ사인공파(舍人公派)ㆍ상서공파(尙書公派)ㆍ생원공파(生員公派)ㆍ전객령공파(典客令公派)ㆍ전서공파(典書公派)ㆍ제학공파(提學公派)ㆍ참지공량실파(參知公良實派)ㆍ참지공량진파(參知公良眞派)ㆍ첨사공파(詹事公派)ㆍ판사공파(判事公派)로 분파되었다. 그 중에서도 제학공파(提學公派)가 가장 번창하였으며, 그밖에 목사공파(牧使公派)ㆍ참지공파(參知公派)ㆍ전객령공파(典客令公派) 등이 절대다수를 차지한다.
- 교리공파(校理公派) : 이필
- 목사공파(牧使公派) : 이공주
- 병사공파(兵使公派) : 이기
- 부사공파(府使公派) : 이세방
- 사간공파(司諫公派) : 이원후
- 사인공파(舍人公派) : 이영필
- 상서공파(尙書公派) : 이춘계
- 생원공파(生員公派) : 이종필
- 전객령공파(典客令公派) : 이임
- 전서공파(典書公派) : 이수전
- 제학공파(提學公派) : 이원경
- 참지공양실파(參知公良實派) : 이양실
- 참지공양진파(參知公良眞) : 이양진
- 첨사공파(詹事公派) : 이공실
- 판사공파(判事公派) : 이수성
- 반여동파 : 이명용
- 금사동파 : 이평용

## 역사적 인물
- 이종 - 고려조 평장사를 역임
- 이문저 - 고려조 이부시랑, 상서좌승
- 이인영 - 고려조 대장군을 역임
- 이문통 - 고려조 좌복야를 역임
- 이승로 - 고려조 밀직사사
- 이윤검 - 조선조 무신, 의주목사,오위도총부 부총관, 호조참판, 경상좌도 병마절도사
- 이윤서 - 조선조 무신
- 이양재 - 조선조 군수, 충효언
- 이만섭 - 제6대 국회의장

## 항렬표
| 25세          | 26세              | 27세          | 28세              | 29세          | 30세              | 31세          | 32세              | 33세          | 34세              | 35세          | 36세              | 37세          | 38세              | 39세          | 40세              | 41세          | 42세              | 43세          | 44세              | 45세          | 46세              | 47세          | 48세              | 49세          | 50세              |
| ------------- | ----------------- | ------------- | ----------------- | ------------- | ----------------- | ------------- | ----------------- | ------------- | ----------------- | ------------- | ----------------- | ------------- | ----------------- | ------------- | ----------------- | ------------- | ----------------- | ------------- | ----------------- | ------------- | ----------------- | ------------- | ----------------- | ------------- | ----------------- |
| 용(鎔) 전(銓) | 口영(永) 口홍(洪) | 정(楨) 환(桓) | 口섭(燮) 口근(勤) | 채(埰) 진(珍) | 口현(鉉) 口정(禎) | 한(漢) 해(海) | 口식(植) 口래(來) | 환(煥) 형(炯) | 口기(基) 口균(均) | 호(鎬) 수(銖) | 口순(淳) 口식(湜) | 근(根) 두(杜) | 口열(烈) 口엽(燁) | 재(在) 재(載) | 口석(錫) 口용(鏞) | 태(泰) 호(浩) | 口상(相) 口림(林) | 희(熙) 경(炅) | 口배(培) 口곤(坤) | 순(錞) 진(鎭) | 口수(洙) 口기(淇) | 동(東) 영(榮) | 口병(炳) 口홍(烘) | 규(圭) 민(玟) | 口종(鍾) 口흠(欽) |

## 과거 급제자
합천 이씨는 조선시대 문과 급제자 12명을 배출하였다.
고려 문과
이순목(李淳牧) 이유도(李由道)
문과
이광전(李光前) 이도남(李圖南) 이복로(李福老) 이세구(李世球) 이세림(李世琳)
이숭로(李崇老) 이언림(李彦霖) 이윤희(李胤禧) 이인(李認) 이적(李迪)
이희민(李希閔) 이희증(李希曾)
무과
이경국(李擎國) 이경수(李景守) 이계(李棨) 이계우(李誡遇) 이계장(李繼長)
이규문(李奎文) 이근달(李根達) 이기복(李起復) 이내(李鼐) 이덕민(李德敏)
이동영(李東英) 이동영(李東英) 이동욱(李東郁) 이만명(李萬明) 이만엽(李萬葉)
이만웅(李晩雄) 이명립(李命立) 이명섬(李命暹) 이명철(李明哲) 이민달(李敏達)
이봉상(李奉祥) 이삼로(李三老) 이상(李䵼) 이상(李祥) 이상준(李尙俊)
이생일(李生一) 이석복(李碩復) 이석화(李碩華) 이세운(李世運) 이세태(李世泰)
이송로(李松老) 이송수(李松壽) 이송제(李松齊) 이술(李述) 이술생(李戌生)
이승립(李承立) 이시현(李時顯) 이억손(李億孫) 이언기(李彦杞) 이언철(李彦喆)
이운룡(李雲龍) 이원대(李元大) 이원신(李元臣) 이을생(李乙生) 이응두(李應斗)
이응표(李應彪) 이응해(李應獬) 이의립(李義立) 이임쇠(李任金) 이전(李)
이제만(李濟萬) 이종유(李宗有) 이지성(李枝成) 이진서(李震瑞) 이충헌(李忠獻)
이형숙(李亨淑) 이홍구(李弘龜) 이홍운(李弘運) 이후성(李後晟)
생원시
이건호(李建鎬) 이공로(李公輅) 이광전(李光前) 이도남(李圖南) 이돈(李敦)
이복로(李福老) 이수공(李守恭) 이식(李植) 이여림(李汝霖) 이옥(李沃)
이윤희(李胤禧) 이인민(李仁民) 이제백(李悌𢙯) 이주(李澍) 이집(李緝)
이창운(李昌運) 이필춘(李馝春) 이함빙(李涵氷) 이홍도(李弘道)
진사시
이경시(李景蓍) 이광전(李光前) 이만기(李晩夔) 이보경(李保慶) 이복로(李福老)
이석렬(李錫烈) 이석린(李錫麟) 이성경(李成慶) 이세구(李世球) 이송안(李松顔)
이양인(李養仁) 이언량(李彦良) 이언림(李彦霖) 이원무(李元懋) 이원용(李元容)
이유석(李有奭) 이은(李檃) 이인(李認) 이재옥(李在玉) 이정우(李廷雨)
이채수(李埰壽) 이총(李灇) 이태원(李泰元) 이학규(李鶴圭) 이형남(李亨南)
이희민(李希閔)
역과
이규연(李奎淵) 이득기(李得基) 이복기(李復基) 이석윤(李碩胤) 이영발(李英發)
이영욱(李英郁) 이인해(李仁楷) 이화룡(李化龍)
율과
이정수(李廷秀)
음양과
이명구(李命求) 이병홍(李秉洪) 이상혁(李尙爀) 이시용(李時用) 이시혁(李蓍爀)
이정길(李鼎吉) 이정덕(李鼎德)
의과
이승혁(李承爀) 이시훈(李時薰) 이정옥(李鼎玉)

## 집성촌
- 경상남도 합천군 일원
- 경상남도 산청군 일원
- 경상남도 하동군 일원
- 경상남도 사천시 일원
- 경상남도 함양군 일원
- 경상남도 거창군 일원
- 경상북도 김천시 일원
- 충청남도 논산시 일원
- 전북특별자치도 군산시 일원
- 경상남도 의령군 의령읍 일원
- 경기도 시흥시 거모동 일원

## 고려 왕실과의 인척관계
- 태조비 대량원부인
- 태조비 후대량원부인